# HMS Howe (32)
HMS Howe (32) — британський лінкор типу «Кінг Джордж V», останній корабель цього типу. Був закладений 1 червня 1937 року і вступив у стрій 29 серпня 1942-го. Брав активну участь у Другій світовій війні.

## Служба
Будівництво «Хау» затягнулося через перенаправлення необхідних матеріалів на пріоритетніші потреби, такі, як будівництво та ремонт кораблів ескорту та торгових суден. Подібно до однотипного лінкора «Енсон», «Хау» основну частину служби провів у Арктиці, де забезпечував прикриття конвоїв до СРСР. 
У 1943 році «Хау» взяв участь у операції «Хаскі», де забезпечував артилерійську підтримку висадки.  Разом з лінкором «Кінг Джордж V» ескортував два італійські лінкори, які капітулювали, до Александрії.  Howe також включили до складу Британського тихоокеанського флоту, у складі якого корабель забезпечував артилерійську підтримку висадці на Окінаві квітня 1945 р.